# Mimosema
Mimosema là một chi bướm đêm thuộc họ Geometridae.